# The River Phoenix
The River Phoenix er et indierock band fra Danmark.

## Diskografi
- Ritual (2008)

| Musikgruppe | Spire Denne artikel om en dansk musikgruppe er en spire som bør udbygges. Du er velkommen til at hjælpe Wikipedia ved at udvide den. |